# The Real Thing at Last
The Real Thing at Last er en britisk stumfilm fra 1916 af L. C. MacBean.

## Medvirkende
- Edmund Gwenn som Rupert K. Thunder / Macbeth.
- Nelson Keys som Lady Macbeth.
- Godfrey Tearle som Macduff.
- Owen Nares som Banquo.
- Norman Forbes som Duncan.